# Athetis fuscoirrarata
Athetis fuscoirrarata là một loài bướm đêm trong họ Noctuidae.